# (5767) Moldun
(5767) Moldun ist ein Asteroid des Hauptgürtels, der am 6. September 1986 vom US-amerikanischen Astronomen Edward L. G. Bowell am Lowell-Observatorium (IAU-Code 690) bei Flagstaff in Arizona entdeckt wurde.
Der Himmelskörper wurde nach Meudon benannt, der keltischen Bezeichnung der Stadt, die die astrophysikalische Abteilung des 1667 von Ludwig XIV. gegründeten Observatoire de Paris beherbergt.